# Cantonul Condé-en-Brie
Cantonul Condé-en-Brie este un canton din arondismentul Château-Thierry, departamentul Aisne, regiunea Picardia, Franța.

## Comune
- Artonges
- Barzy-sur-Marne
- Baulne-en-Brie
- Celles-lès-Condé
- La Celle-sous-Montmirail
- La Chapelle-Monthodon
- Chartèves
- Condé-en-Brie (reședință)
- Connigis
- Courboin
- Courtemont-Varennes
- Crézancy
- Fontenelle-en-Brie
- Jaulgonne
- Marchais-en-Brie
- Mézy-Moulins
- Monthurel
- Montigny-lès-Condé
- Montlevon
- Pargny-la-Dhuys
- Passy-sur-Marne
- Reuilly-Sauvigny
- Rozoy-Bellevalle
- Saint-Agnan
- Saint-Eugène
- Trélou-sur-Marne
- Viffort